# 大衛之星

大衛之星

大卫星又称六芒星、大卫之星、所羅門之星、所罗门封印、希伯來之星、犹太星等，又或者直接称為六角星），是由两个方向相反的等边三角形组成的六角星，是犹太教和犹太文化的标志。以色列建国后将大卫星放在以色列国旗上，因此大卫星也成为了以色列的象征。
在Unicode中，大卫星的代码为U+2721（✡）。它的施萊夫利符號是{6/2}。

## 其它用法
在美國國徽中，在鷹頭的上部有一个由代表美國獨立之初北美十三州的13个星所组成的一个六角星。一般認為這是一个偶然的標記，但也有人認為這個標記是為了感謝哈揚·所羅門（Haym Solomon）为美國獨立戰爭所提供的慷慨資助加入的，有人甚至認為所羅門本人設計了這个國徽。
在一些基督教教堂的建筑中也有六角星作为装饰。
雷爾運動圖騰外圍為「大衛之星」，象徵著上下相同，中間有個「卍字」，代表無限循環。
二战時期的納粹德國，曾用此星來辨別猶太人；納粹集中營中所有猶太人都需戴著以兩個重疊的黃色三角形所組成的大衛星。
突厥民族土庫曼人在安納托利亞成立的卡拉曼侯國也以「所羅門封印」為旗幟象徵。
印度教派六芒星
六芒星形也被神化為“聖娼”，是怛特羅派的神女。而歐洲和印度許多神話中的創始神都是兩性具有者，特點為一個軀體、兩個頭、四隻手臂，表示“緊緊相擁的男女”（即六芒星形的表象化）、在無盡的性行為中達到精神的合一。
怛特羅教派在近現代仍存在于印度、尼泊爾、不丹和中國西藏。

## 图集

### 旗幟

以色列國旗
以色列外交部旗幟
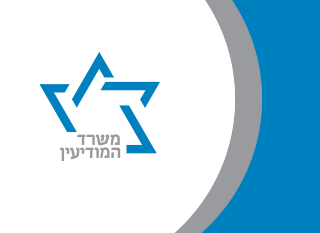
以色列情報部（英语：Ministry of Intelligence (Israel)）旗幟
以色列空軍軍旗
以色列邊境警察警旗
亚实基伦市旗
巴巴罗萨·海雷丁帕夏個人旗幟
卡拉曼侯國國旗

### 徽章

以色列空軍國籍標志
阿拉伯解放軍軍徽
薩爾塔省省徽（西班牙语：Escudo de la provincia de Salta）
亚实基伦市徽
海爾茲利亞市徽
特拉維夫市徽
南茅部町町徽
門別町町徽
森町町徽（曾用）
長万部町町徽（曾用）
鹿沼市市徽
高田市市徽
京北町（日语：京北町）町徽
保内町（日语：保内町）町徽
田野町（日语：田野町 (宮崎県)）町徽

### 其他

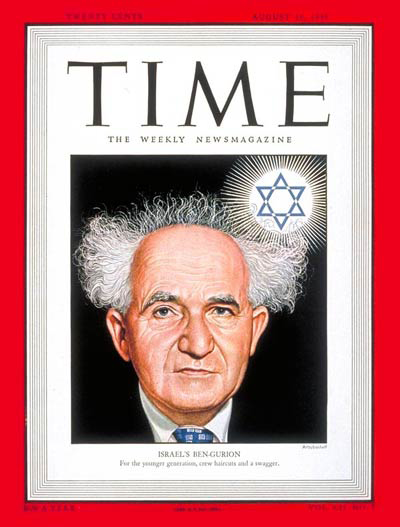
1948年的《時代》，封面插圖右上角爲大衛星